# Battaglia di Changde
La battaglia di Changde (o battaglia di Changteh) fu un importante scontro nella seconda guerra sino-giapponese dentro e intorno alla città cinese di Changde (Changteh) nella provincia di Hunan. Durante la battaglia, l'esercito imperiale giapponese usò ampiamente armi chimiche.
Lo scopo dell'offensiva giapponese non era quello di detenere la città, ma di mantenere la pressione sull'Esercito Rivoluzionario Nazionale cinese per ridurre la sua capacità di combattimento nella regione e la capacità di rafforzare la campagna birmana.
I giapponesi inizialmente riuscirono con successo nella loro operazione offensiva con bombe infette da batteri e catturarono parti della città di Changde, costringendo i civili all'evacuazione. Tuttavia, furono bloccati in città da un'unica divisione cinese abbastanza a lungo da consentire ad altre unità cinesi di circondarli con un contro-accerchiamento. Le pesanti perdite e la perdita delle loro linee di rifornimento costrinsero quindi i giapponesi a ritirarsi, riportando il controllo territoriale allo status quo originale.
Alcuni giornali occidentali contemporanei descrissero la battaglia come una vittoria cinese. Il filmato del governo statunitense mostrò truppe cinesi vittoriose con prigionieri giapponesi e con bandiere e attrezzature giapponesi catturate in mostra dopo la battaglia. Inoltre, un cinegiornale statunitense intitolò Chinese troops drive Japs from Changteh ("Le truppe cinesi cacciano i giapponesi da Changteh") e mostrò le truppe cinesi sparare, con in mostra giapponesi morti e catturati. Un cinegiornale britannico intitolato Japs Loose Changteh Aka Japs Lose Changte ("I giapponesi hanno perso Changteh aka i giapponesi perdono Changte"), mostrò filmati simili.

## Battaglia

### Offensiva giapponese
Il 2 novembre 1943 Isamu Yokoyama, comandante dell'11ª armata imperiale giapponese, dispiegò le divisioni 39ª, 58ª, 13ª, 3ª, 116ª e 68ª, per un totale di circa 60 000 truppe, per attaccare Changde da nord e da est. La regione di Changde era difesa dai gruppi dell'esercito cinese della 6ª, 26ª, 29ª e 33ª zona militare, nonché da una forza di difesa fluviale e da altri due corpi, per un totale di 14 corpi.
Il 14 novembre la 13ª divisione giapponese, con l'aiuto di collaborazionisti, calò verso sud e superò le linee difensive dei 10º e 29º gruppi d'armate cinesi. Il 16 novembre le forze aeree giapponesi sbarcarono nella contea di Taoyuan per sostenere l'assalto alla città vera e propria. Allo stesso tempo anche la 3ª e la 116ª Divisione giapponese si unirono all'assalto combinato. La città era sorvegliata da un'unica divisione cinese: la 57ª divisione del 74º Corpo. Il comandante della divisione Yu Chengwan comandò la sua divisione unica di 8 000 uomini nel combattimento contro le due divisioni giapponesi invasori. Nonostante fossero più numerosi di oltre tre a uno, i cinesi si ostinarono a resistere in città. Undici giorni e notti di feroci combattimenti videro gravi perdite da entrambe le parti. Quando i rinforzi cinesi arrivarono finalmente in città, riuscirono a evacuare i rimanenti 100 sopravvissuti nella 57ª divisione, tutti feriti, dalla città. Il 6 dicembre la città di Changde cadde sotto il controllo giapponese.
Mentre la 57ª divisione cinese bloccava i giapponesi in città, arrivarono il resto del 74º Corpo, così come il 18º, 73º, 79º e 100º Corpo e il 10º Corpo della 9ª zona di guerra, il 99º Corpo e il 58º Corpo del Jiangxi, sul campo di battaglia, formando un contro-accerchiamento sulle forze giapponesi.

### Controffensiva cinese
Il 10º Corpo di Fang Xianjue fu il primo a colpire, riprendendo con successo Deshan il 29 novembre prima di attaccare le posizioni giapponesi a Changde da sud. Incapaci di resistere al feroce assalto cinese, i giapponesi utilizzavano armi chimiche. La battaglia durò sei giorni e sei notti, durante le quali il comandante della Riserva cinese della 10ª divisione, il tenente generale Sun Mingjin ricevette 5 ferite da arma da fuoco contro il corpo e fu ucciso in azione.
In quel momento anche altre unità cinesi stavano premendo sulle posizioni giapponesi. L'11 dicembre i rinforzi cinesi attraversarono le linee giapponesi e entrarono in città, provocando intensi combattimenti casa per casa. I cinesi procedettero quindi a tagliare le linee di approvvigionamento giapponesi. Esauriti cibo e munizioni, i giapponesi si ritirarono il 13 dicembre. I cinesi li inseguirono per più di 20 giorni. Entro il 5 gennaio 1944 le forze giapponesi si erano ritirate nelle loro posizioni originali prima dell'offensiva. Dopo la battaglia, i cinesi mostrarono una serie di armi e attrezzature giapponesi catturate, oltre a numerose truppe giapponesi catturate come prigioniere, per essere ispezionate da osservatori militari alleati.
Durante questa campagna, a parte Sun Mingjin della 10ª divisione della Riserva, furono uccisi altri due comandanti della divisione cinese: il tenente generale Xu Guozhang della quarta divisione del 44º Corpo fu ucciso a Taifushan nel nord-ovest di Changde, a 37 anni, mentre il tenente generale della 5ª Divisione del 73º Corpo Peng Shiliang fu ucciso sulla linea Taoyuan-Shimen, all'età di 38 anni.
La campagna di Changde vide la più grande partecipazione dell'aeronautica cinese dalla battaglia di Wuhan.
Il reporter Israel Epstein assistì e riferì alla battaglia. Witold Urbanowicz, un asso di caccia polacco impegnato in un combattimento aereo sulla Cina nel 1943, vide la città subito dopo la battaglia.

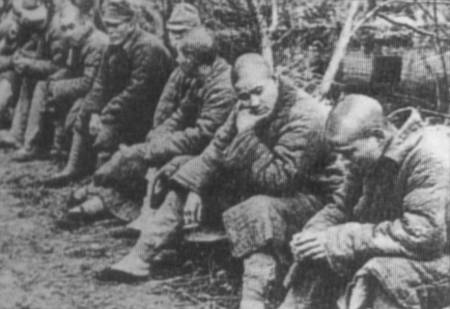
Prigionieri giapponesi catturati a Changde.

## Nella cultura di massa
Il film di guerra cinese del 2010 Morte e gloria a Changde si basa sugli eventi di questa battaglia.